# Goldfield (Nevada)
Goldfield ist eine ehemalige Goldgräberstadt am U.S. Highway 95 im US-Bundesstaat Nevada. Das U.S. Census Bureau hat bei der Volkszählung 2020 eine Einwohnerzahl von 225 ermittelt. Dabei ist sie Verwaltungssitz des Esmeralda County.

## Geschichte

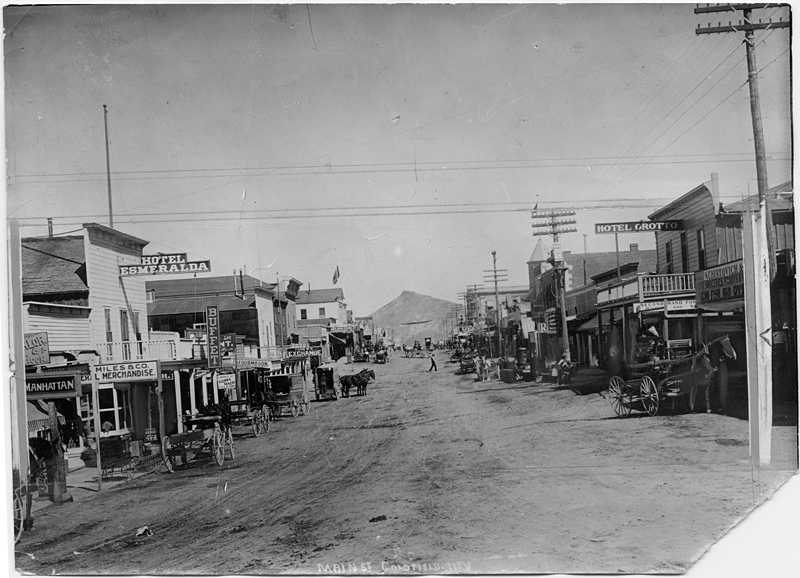
Goldfield 1904

Im Jahr 1902 wurde in der Region Gold entdeckt. Schon 1904 wurde Gold im Wert von 2.300.000 Dollar abgebaut, was allein 30 % der staatlichen Produktion dieses Jahres ausmachte. Zwischen 1903 und 1940 förderten die Minen in Goldfield Gold im Wert von 86 Millionen Dollar. Goldfield wuchs schnell zu beachtlicher Größe heran und beherbergte zu seiner Blütezeit bis zu 30.000 Einwohner. 1905 wurde Virgil Earp, einer der Earp-Brüder und Beteiligten der Schießerei am O. K. Corral, als Sheriff in Goldfield engagiert. Er starb aber bereits einige Monate später an einer Lungenentzündung. Sein Bruder Wyatt Earp, der ebenfalls in Goldfield weilte, verließ daraufhin die Stadt.
1906 erreichte Goldfield eine Einwohnerzahl von 30.000. Die Einwohner von Goldfield hatten die Absicht, ihren Ort in den Blickpunkt der USA zu bringen, und baten dafür um die Hilfe von Tex Rickard. Dieser wusste, dass Boxkämpfe die gewünschte Aufmerksamkeit in den Zeitungen bekamen. Es gelang ihm, die Boxweltmeisterschaft im Leichtgewicht (57–60 kg) in die Stadt zu holen. Tex Rickards hatte seinen „Northern Saloon“ in eine Boxarena mit 8000 Sitzen umgebaut, aber es kamen doppelt so viele Zuschauer, um den Boxkampf zwischen Joe Gans und Oscar Mathæus Nielsen zu sehen. Am 1. Montag im September (Labor Day) 1906 fand der Kampf statt. Im berühmtesten Kampf der unteren Gewichtsklassen des frühen 20. Jahrhunderts traf der dänisch-stämmige Nielsen („Battling Nelson“) auf den Konterboxer Gans, den zweiten afroamerikanischen Weltmeister der modernen Boxgeschichte. In Runde 42 gewann Gans nach einem Tiefschlag von Nelson. Dieser Rekord steht immer noch im „Guinness Book of World Records“. Der Gewinner, Joe Gans, erhielt ein Preisgeld von 30.000 $. Am 4. Juli 1908 forderte Nelson ihn erneut heraus, um den Titel zurückzugewinnen, und besiegte ihn durch K. o. in der 7. Runde. In einem erneuten Kampf zwei Monate später siegte erneut Nelson in Runde 21.

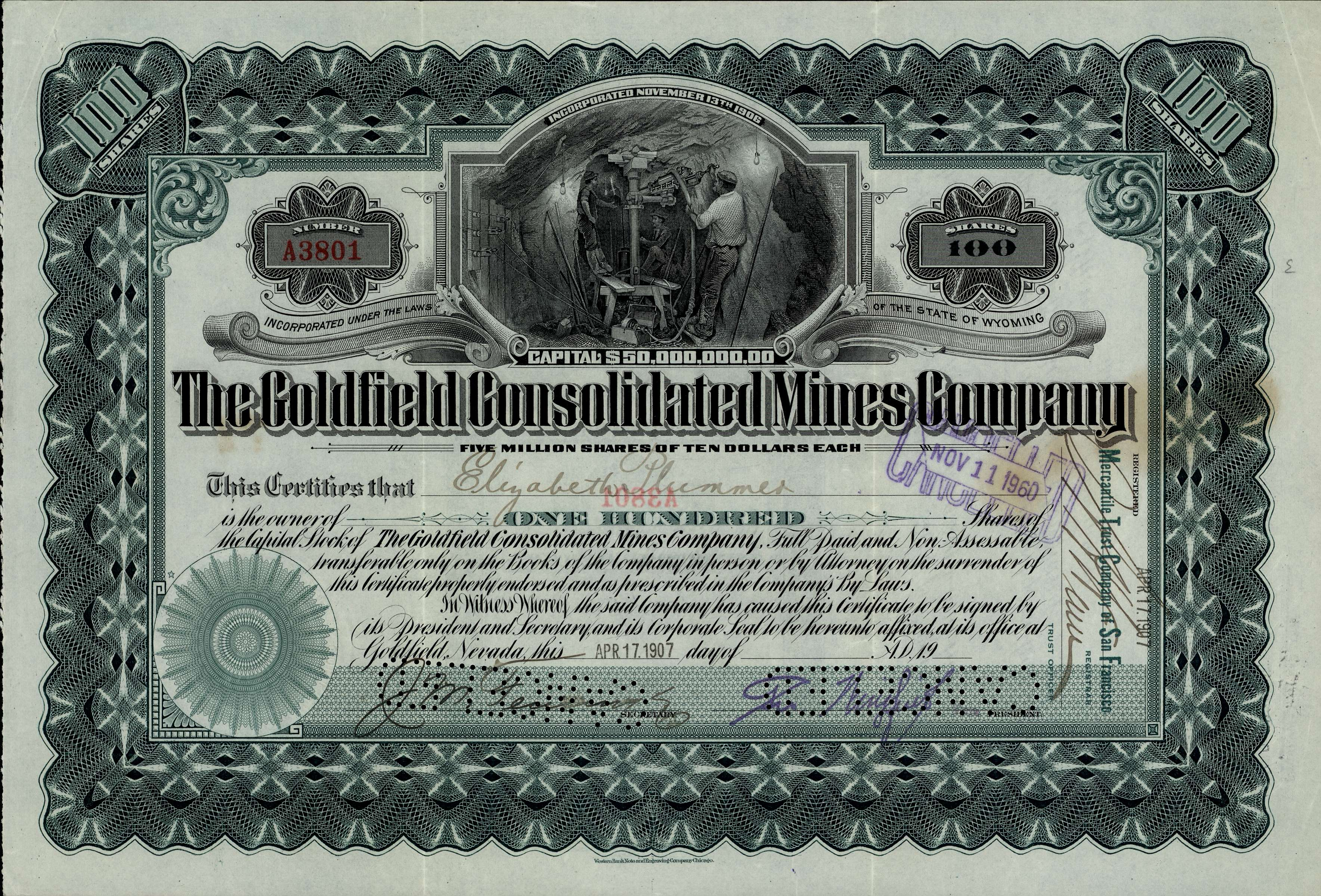
Aktie der Goldfield Consolidated Mines Company vom 17. April 1907

Durch Streiks der Minenarbeiter in Goldfield wurde die radikale Gewerkschaft Industrial Workers of the World zum ersten Mal bekannt. Die IWW arbeitete dort mit der Western Federation of Miners zusammen. Es gelang ihr, über die Minenarbeiter hinaus weite Teile der Arbeiterschaft in der damals boomenden Goldgräberstadt zu organisieren. Auch die Stadtverwaltung sympathisierte mit der Gewerkschaft. Während einer Bankenkrise im Jahr 1907 wurden die Minenarbeiter nicht mehr in Bargeld, sondern in Schuldscheinen ausgezahlt. Die daraufhin stattfindenden Streiks nahmen die Minenbesitzer zum Anlass, den Einfluss der IWW zu brechen. Sie veranlassten den Einsatz von Bundestruppen, die John Sparks, der damalige Gouverneur Nevadas, zu Hilfe rief. US-Präsident Theodore Roosevelt bewertete den Truppeneinsatz später als unangemessen.
1907 brach die Goldfield State Bank nach dem Niedergang einer der führenden Minengesellschaften zusammen. Schon im Jahr 1910 zählte die Stadt nur noch 4838 Einwohner. Im Jahr 1923 fiel ein großer Teil der Stadt einem Feuer zum Opfer. Vor allem die Holzgebäude wurden zerstört. Einige wenige historische Ziegelgebäude wie das bemerkenswerte Goldfield Hotel, das alte Schulhaus und das Minengebäude blieben bis heute erhalten.

## Mohawk Mine
Die von der 1904 gegründeten und 1906 von Wingfield und Nixon übernommenen Goldfield Mohawk Mining Co. Incorporated betriebene Mohawk Mine, genauer Mohawk Nr. 2, war 1909 eine der reichsten Produzenten in Goldfield. Abgebaut wurden hier hauptsächlich Erze für die Gewinnung von Antimon, Arsen, Bismut, Kupfer, Gold und Silber in Form der Minerale Bismuthinit, Chalkopyrit, Famatinit, Hessit, Petzit, Sylvanit sowie Minerale aus der Tennantit- und Tetraedritgruppe (Fahlerze).
Die Mine gilt als Typlokalität für die hier zuerst entdeckten Minerale Blakeit, Mackayit, Goldfieldit und Stibiogoldfieldit. Für letztere ist die ehemalige Goldgräberstadt Namensgeberin. Insgesamt wurden hier bisher 29 anerkannte Mineralarten gefunden.

## Das Goldfield Hotel

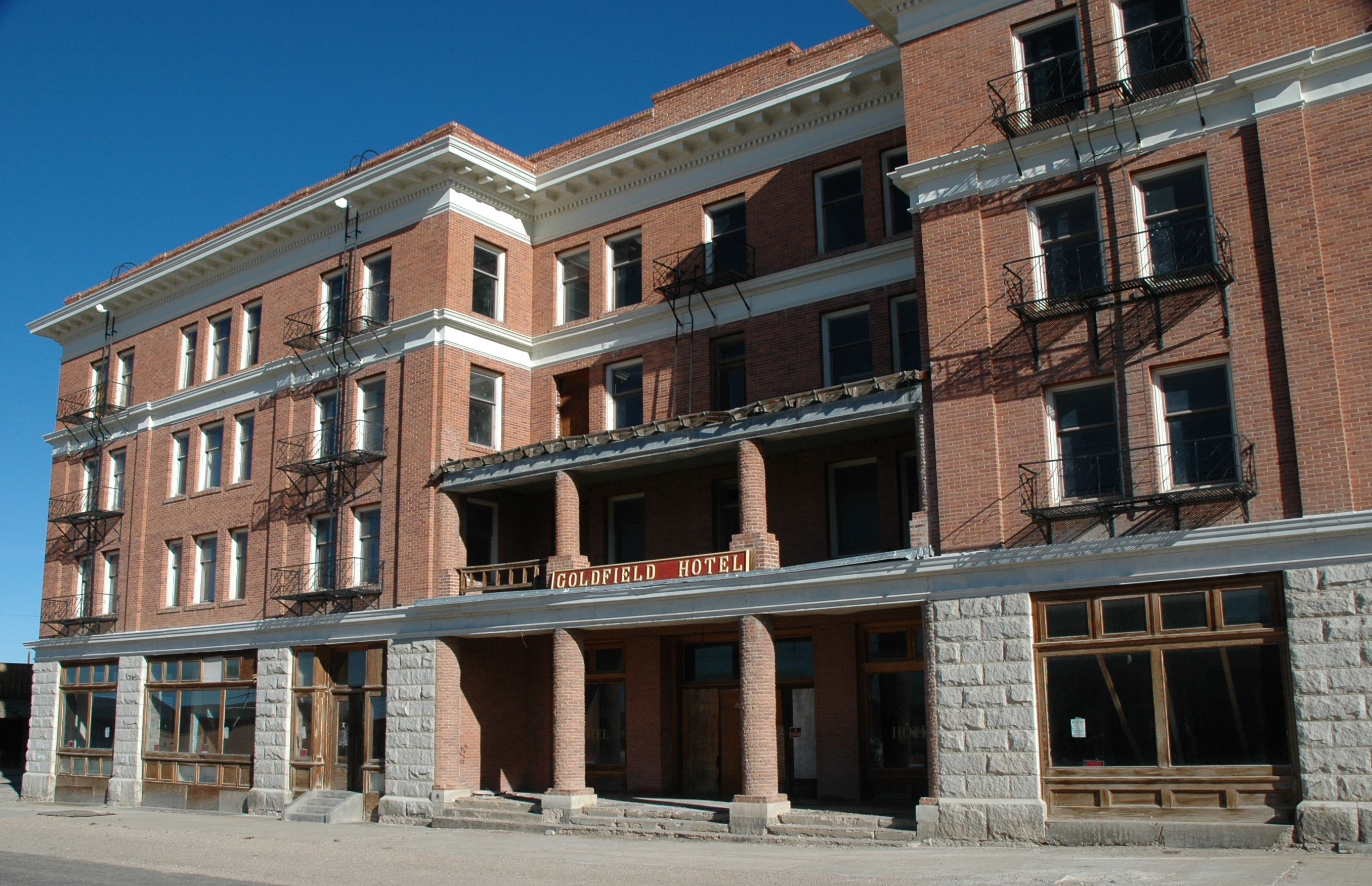
Goldfield Hotel, 2009

Von 1907 bis 1908 wurde das Goldfield Hotel für die damals unglaubliche Summe von etwa 300.000 bis 400.000 Dollar erbaut, das zu jener Zeit als das spektakulärste Hotel des Staates Nevada angesehen wurde. Zu den Eröffnungsfeierlichkeiten erschien sogar Präsident Teddy Roosevelt. Champagner soll die Eingangsstufen hinuntergeflossen sein. Die 154 Zimmer waren mit wertvollen Tapeten und Teppichen sowie mit Telefon, elektrischem Licht und Dampfheizung ausgestattet. Viele Zimmer verfügten über ein eigenes Bad. Die Eingangshalle war ganz in Mahagoniholz gehalten und mit schwarzen Lederpolstern möbliert. Von den mit Blattgold verzierten Decken mit den vergoldeten Pfeilern hingen wertvolle Kristallleuchter. Das Hotel verfügte über einen der ersten Fahrstühle westlich des Mississippi. Es galt als luxuriösestes Haus zwischen den Rocky Mountains und dem Pazifischen Ozean. Während des Zweiten Weltkrieges wurden Soldaten in dem mittlerweile heruntergekommenen Haus untergebracht. Nach dem Krieg schloss es 1945 seine Tore. Es gibt Pläne, es wieder zu eröffnen. Die begonnenen Renovierungen ruhen aber derzeit.
Eine Legende spricht von einem Geist, der angeblich im Goldfield Hotel spuken soll. Es soll sich um den Geist einer Prostituierten namens Elizabeth handeln, die von dem damaligen Eigentümer des Hotels, George Wingfield, ein Kind erwartet haben soll. Um einen Skandal zu vertuschen, soll er sie in seinem Hotel im Zimmer 109 eingesperrt haben. Darüber, ob sie im Kindbett starb oder Wingfield sie tötete, gehen die Legenden auseinander. Das Kind sei angeblich in einen der Minenschächte geworfen worden. Seitdem soll Elizabeth im Hotel spuken, um nach Wingfield zu suchen – angeblich sei von Zeit zu Zeit das leise Wimmern eines Babys zu hören. Der historische Wahrheitsgehalt dürfte eher gering sein, aber die Legende trägt bis heute zum Ruhm des Hauses bei.

## International Car Forest
Im südlichen Teil von Goldfield hat der Künstler Chad Sorg aus Reno, gemeinsam mit einem Anwohner namens Mark Rippie, den „International Car Forest of the Last Church“ erschaffen, ein Kunstprojekt aus ca. 40 Autos und Bussen, die größtenteils aufrecht mit der Front oder dem Heck im Boden vergraben und mit verschiedenen Graffiti verziert sind. Das Kunstwerk erinnert an die wesentlich bekanntere Cadillac Ranch in der Nähe von Amarillo, Texas.

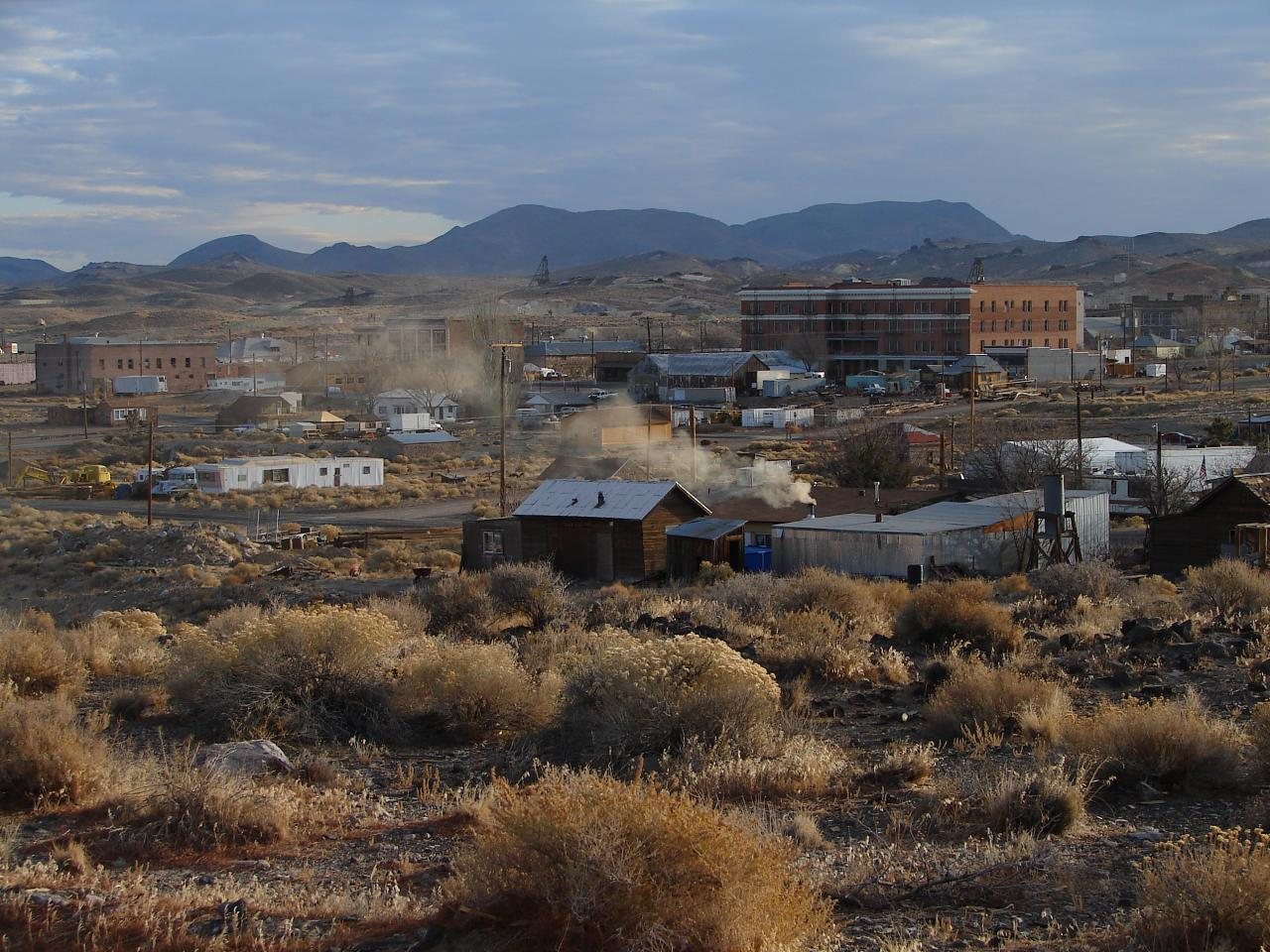
Stadtgebiet von Goldfield
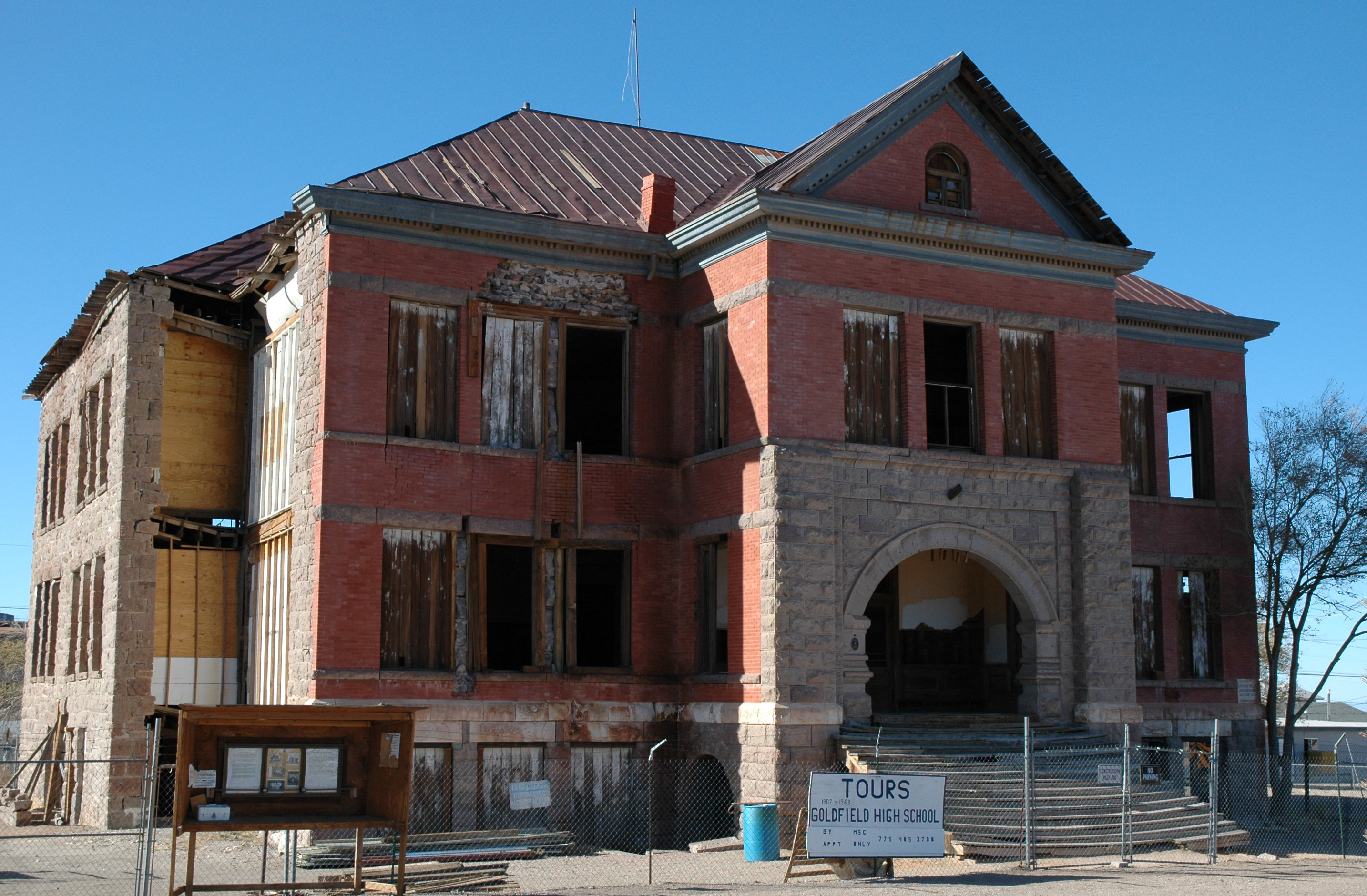
Schule, 2009
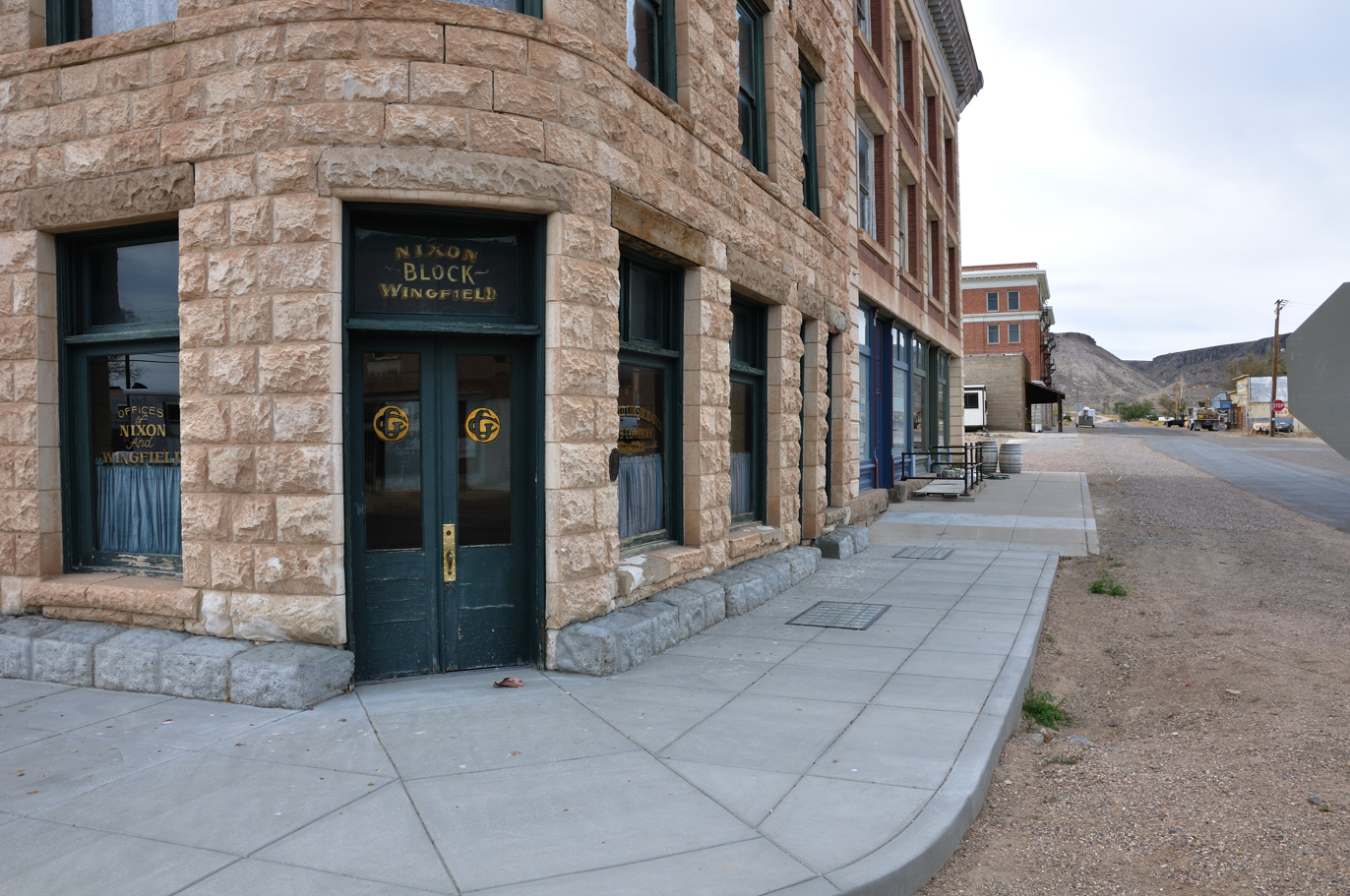
N Columbia Avenue Ecke Ramsey Street
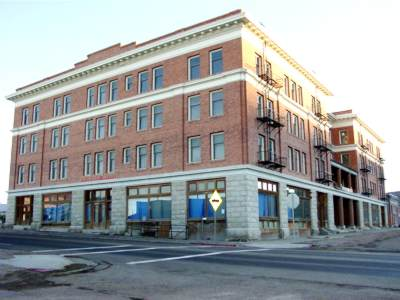
Goldfield Hotel